# Geely GC9

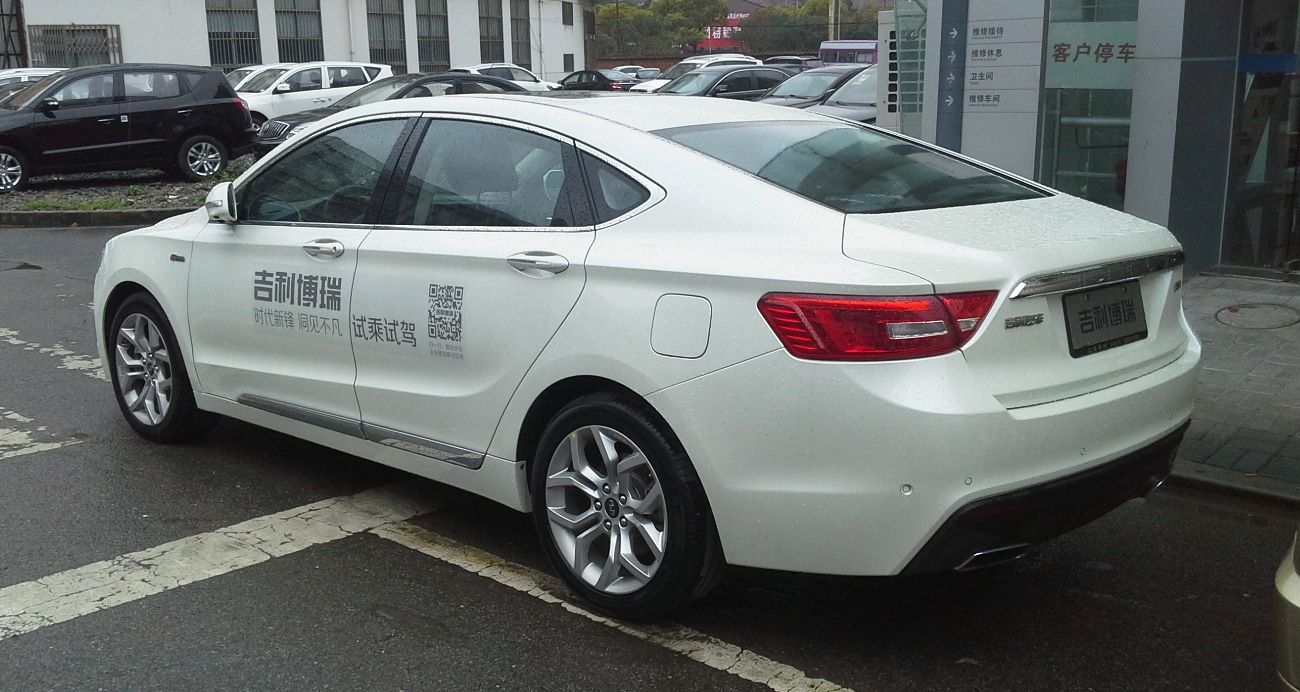
Geely GC9

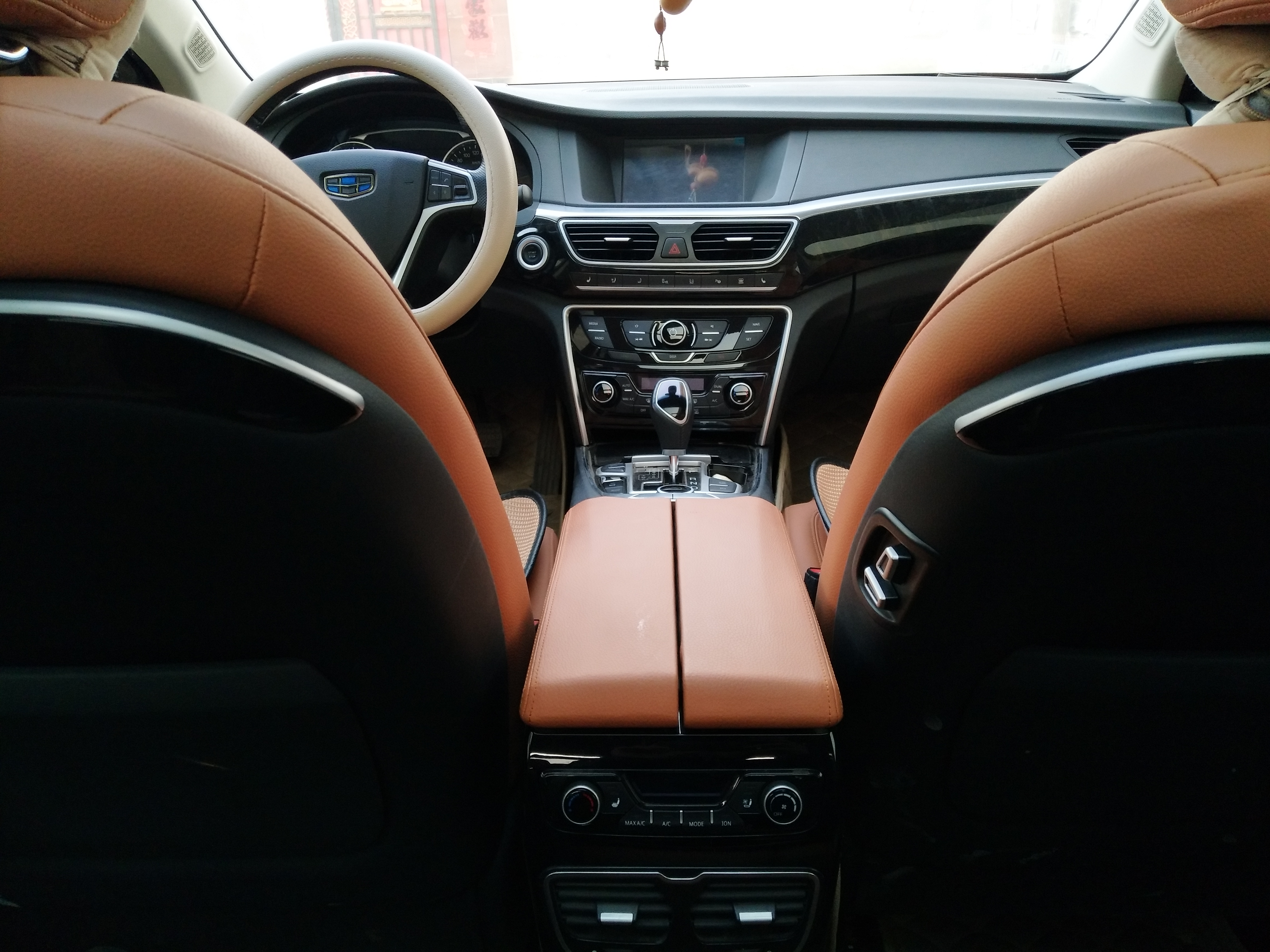

Geely GC9 — передньопривідний, флагманський седан класу «D». Світова прем'єра відбулась в листопаді 2014 року на автосалоні в Гуанчжоу. Базується на платформі від Volvo S60. Передвісником моделі став Geely KC Concept, який був показаний у 2013 році в Шанхаї. Дизайном авто займався колишній шеф-дизайнер Volvo — Пітер Хорбері. 
Презентація приурочена до виходу моделі на ринок, відбудеться на Шанхайському автосалоні у квітні 2015 року.

## Технічні характеристики
Для автомобіля пропонується три бензинових двигуни — 1,8-літровий турбований з безпосереднім впорскуванням палива (180 к. с. та 285 Нм), 2,4-літровий атмосферний (160 к. с. та 210 Нм), а також 3,5-літровий V6 (270 к. с. та 345 Нм). Усі три двигуни працюють в парі з 6-ступеневою автоматичною коробкою передач DSI, розробленою Geely самостійно.

## Обладнання
У список обладнання автомобіля входять — подушки безпеки, система запобігання фронтального зіткнення, система моніторингу «мертвих» зон, система кругового огляду та безключовий доступ в авто, мультимедійний комплекс із сенсорним екраном та аудіосистема Infinity, проєкційний екран та багато іншого.

## Цікаві факти
- Перша партія автомобілів Geely GC9 була розпродана за 77 хвилин.

Продажі GC9 Limited Edition почались 16 березня в 10 годин ранку. За допомоги чотирьох спеціальних інтернет-ресурсів, всього за 60 хвилин було розпродано 934 авто, а ще через 17 хвилин, автомобілі повністю розкупили.
- Однією із знакових угод з продажу Geely GC9 є замовлення на 50 автомобілів Міністерством Закордонних Справ Китаю. Перша партія з 20 авто була поставлена китайському МЗС в березні. Автомобілі будуть експлуатуватися в закордонних дипломатичних місіях країни[10].